# Václav Podhora
Václav Podhora (3. června 1895 Brandýsek – 12. července 1963 Tábor) byl československý legionář, důstojník, příslušník československé armády v zahraničí v období druhé světové války a politický vězeň komunistického režimu.

## Život

### Před první světovou válkou
Václav Podhora se narodil 3. června 1895 v Brandýsku na Kladensku v rodině Františka Podhory a Marie, rozené Švandrlíkové. Mezi lety 1906 a 1913 studoval na gymnáziu ve Slaném, poté tamtéž obchodní akademii. Byl členem Sokola. Prezenční vojenskou službu do c. a k. armády nastoupil v srpnu 1914, v Josefově absolvoval školu pro jednoroční kadety.

### První světová válka
Od května 1915 do června 1916 sloužil Václav Podhora u pěšího pluku 92 v Chomutově na pozici velitele kulometné čety a jako takový byl poté odeslán na ruskou frontu. Zde, konkrétně v Haliči, padl začátkem července 1916 do zajetí. V listopadu téhož roku se rozhodl vstoupit do srbské armády, kde působil v jako velitel čety v doplňovacím praporu a poté jako velitel vozatajské roty zásobovací kolony. Ke dni 28. září 1917 přešel do Československých legií, kde působil postupně jako spojovací důstojník, velitel čety a pobočník velitelů oddílu a brigády. Absolvoval Sibiřskou anabázi, mj. velel oddílu, který v létě 1918 dobyl Nikolajevský muniční závod u řeky Angary. Do Československa se vrátil v srpnu 1920 v hodnosti kapitána.

### Mezi světovými válkami
Václav Podhora pokračoval v armádní službě. Absolvoval kurz školy generálního štábu a Válečnou školu a meziválečnou vojenskou kariéru ukončil v roce 1926 jako důstojník hlavního štábu v hodnosti štábního kapitána. Poté byl přeložen do výslužby a pracoval jako referent v Ústředním svazu průmyslníků. Nedokončil studium na vysoké škole stavební. Během všeobecné mobilizace v roce 1938 byl opět povolán do armády k pomocné rotě Ministerstva národní obrany.

### Druhá světová válka
Po německé okupaci se Václav Podhora v létě 1939 zapojil do protinacistického odboje v řadách Obrany národa. V noci ze 14. na 15. dubna 1940 opustil Protektorát Čechy a Morava a dostal se do Bělehradu, kde se přihlásil tamní československé vojenské zpravodajské expozituře. Následně pokračoval do Bejrútu a Marseille. Byl zařazen na místo přednosty 2. oddělení Československé vojenské správy v Paříži. Po pádu Francie se v červenci 1940 evakuoval do Velké Británie. Zde zastával několik velitelských funkcí a v lednu 1942 byl ustanoven československým vojenským atašé u královské jugoslávské vlády v Káhiře. V červenci 1944 se stal styčným důstojníkem u britské osmé a americké páté armády a na jaře 1945 zástupcem velitele československé vojenské mise v Itálii. Dosáhl hodnosti podplukovníka.

### Po druhé světové válce
Po návratu do vlasti působil Václav Podhora na hlavním štábu. V roce 1946 byl ustanoven velitelem československé vojenské mise ve Frankfurtu nad Mohanem. K 1. únoru 1948 byl v dosažené hodnosti plukovníka zproštěn vojenské služby, aby mohl ve Frankfurtu nad Mohanem vykonávat funkci generálního konzula pro československé ministerstvo zahraničí. Mezi listopadem 1949 a květnem 1950 byl vězněn komunistickým režimem. Zemřel 12. července 1963 v Táboře.

## Vyznamenání
- 1919 Československý válečný kříž 1914–1918
- Řád sokola s meči
- Československá revoluční medaile
- Řád sv. Stanislava III. stupně
- Československá medaile Vítězství
- Pamětní medaile československé armády v zahraničí
- Československá medaile Za chrabrost před nepřítelem